# Italian Collection 2000
Italian Collection 2000 è una raccolta della cantante italiana Viola Valentino, pubblicata nel 2000.

## Tracce
1. Anche noi facciamo pace
2. Sotto la pioggia
3. Sei una bomba
4. Rido
5. Come un cavallo pazzo
6. Cinema
7. Comprami
8. Prendiamo i pattini
9. Romantici
10. Sera coi fiocchi
11. Giorno popolare
12. Sola
13. Verso Sud
14. Traditi
15. Vai col tango
16. 1917
17. Addio amor
18. Il posto della luna
19. La verità
20. Un angelo dal cielo